# Grigorij Khizhnyak
Grigorij Khiznyak (en ukrainien : Григорій Хижняк, Hryhorij Chyžnjak), né le 16 juillet 1974 à Mykolaïv en république socialiste soviétique d'Ukraine (URSS) et mort le 5 octobre 2018 à Kiev (Ukraine), est un joueur soviétique puis ukrainien de basket-ball. Il jouait au poste de pivot.